# إلفيا رييس
إلفيا رييس (بالإسبانية: Elvia Reyes)‏ هي مبارزة بالسيف هندوراسية، ولدت في 12 يونيو 1956.

## وصلات خارجية
- إلفيا رييس على موقع أوليمبيديا (الإنجليزية)